# Platja de Portbou
La platja de Portbou, o platja Gran, és una platja urbana del municipi de Portbou (Alt Empordà) situada al centre de la badia de Portbou, al costat del passeig marítim de la població. Té forma de mitja lluna, encaixada en la badia de Portbou, limita al nord amb la platja Petita i al sud-oest amb l'embarcador i el camí que condueix al proper Port de Portbou. Té una longitud de 239 m i una amplada mitjana de 18 m, de còdols i un pendent d'entrada a l'aigua molt fort. La platja disposa de serveis de salvament, passarel·la d'accés, zona infantil, dutxes i vàters. També hi ha una escola de vela, un centre de submarinisme, lloguer de caiacs i, al passeig marítim, nombrosos restaurants.
L'Agència Catalana de l'Aigua efectua un control setmanal de la qualitat de l'aigua, durant la temporada de bany, amb el resultat d'excel·lent. El 2013 va obtenir la distinció de Bandera Blava, que reconeix internacionalment la qualitat de l'aigua i serveis.